# Otis Redding
Otis Ray Redding, Jr. (sinh ngày 9 tháng 9 năm 1941, mất ngày 10 tháng 12 năm 1967) là nhạc sĩ, ca sĩ, nhà sản xuất âm nhạc, nghệ sĩ thu âm người Mỹ. Ông được coi là một trong những ca sĩ vĩ đại nhất của lịch sử âm nhạc quần chúng và là tượng đài của nhạc soul cũng như R&B. Phong cách của ông ảnh hưởng tới hầu hết mọi nghệ sĩ của thập niên 1960 và góp phần gây dựng nên tên tuổi của hãng đĩa Stax Sound.
Sinh ra và lớn lên tại bang Georgia, Mỹ, Redding bỏ học từ năm 15 tuổi để lao động giúp gia đình, trở thành thành viên trong nhóm The Upsetters của Little Richard và tham gia vào một vài chương trình tìm kiếm tài năng nhằm có thu nhập. Năm 1958, ông gia nhập nhóm The Pinetoppers của Johnny Jenkins, đi tour khắp miền nam nước Mỹ trong vai trò nhạc công lẫn tài xế. Một buổi thu không hẹn trước tại phòng thu của hãng Stax giúp ông có được đĩa đơn đầu tiên, "These Arms of Mine", vào năm 1962, và chỉ 2 năm sau, Stax đã phát hành album đầu tay của Redding, Pain in My Heart.
Ban đầu vốn chỉ được biết đến trong cộng đồng người da màu tại Mỹ, Redding dần có được tiếng tăm rộng khắp trong cộng đồng nghe nhạc tại đây nói chung. Ông cùng ban nhạc lúc đầu tham gia vào những buổi diễn nhỏ ở phía Nam, rồi sau đó đi trình diễn tới tận bờ Tây, trong đó có cả hộp đêm nổi tiếng Whisky a Go Go ở Los Angeles. Họ tiếp đó còn đi trình diễn tại Paris, London và nhiều thành phố ở châu Âu khác.
Sau liên hoan nhạc pop Monterray năm 1967, Redding bắt đầu sáng tác nên ca khúc bất hủ của mình "(Sittin' On) The Dock of the Bay" cùng Steve Cropper. Đây chính là ca khúc đầu tiên của một nghệ sĩ đã khuất cùng đứng quán quân tại Billboard Hot 100 lẫn Billboard Hot R&B/Hip-Hop Songs sau khi ông qua đời vì tai nạn máy bay. Album Dock of the Bay cũng là album đầu tiên của một nghệ sĩ đã khuất đứng quán quân tại UK Albums Chart. Sự ra đi đột ngột của ông đã làm hỏng mọi dự án của hãng Stax. Vốn đã đứng bên bờ vực phá sản, Stax cuối cùng thua kiện và để Atlantic Records giành hết bản quyền các bản thu của Redding.
Redding nhận được rất nhiều sự ngưỡng mộ sau khi qua đời, trong đó có Giải Grammy Thành tựu trọn đời và được ghi danh tại Đại sảnh Danh vọng Rock and Roll cũng như Songwriters Hall of Fame. Ông được người hâm mộ tôn vinh là "Ông hoàng nhạc soul". Ngoài "(Sittin' On) The Dock of the Bay," "Respect" và "Try a Little Tenderness" cũng là những sáng tác nổi tiếng của Redding.

## Danh sách đĩa nhạc
| Album phòng thu - Pain in My Heart (1964) - The Great Otis Redding Sings Soul Ballads (1965) - Otis Blue: Otis Redding Sings Soul (1965) - The Soul Album (1966) - Complete & Unbelievable: The Otis Redding Dictionary of Soul (1966) - King & Queen (1967) | Album phòng thu sau khi qua đời - The Dock of the Bay (1968) - The Immortal Otis Redding (1968) - Love Man (1969) - Tell the Truth (1970) |